# オモロンツィ人
オモロンツィ人（オモロンツィじん）は、ロシアのインディギルカ川からアナディル川までの領土を占領してしたユカギール部族の一つで、現在は存在していない。

## 概要
1669年と1690年の壊滅的な小痘の流行で多くの数を減らし、やがて絶滅した。